# Simon Dasberg
Simon Dasberg (Dordrecht, 13 november 1902 - Bergen-Belsen, 24 februari 1945) was een Nederlandse opperrabbijn.

## Leven en werk
Dasberg was een zoon van rabbijn Samuel Dasberg en Dina de Vries. Hij trouwde in 1929 met Isabella Franck (1906-1945), uit dit huwelijk werden vier kinderen geboren.
Hij bezocht het gymnasium in zijn geboorteplaats en trok naar Amsterdam waar hij, daartoe voorbereid door jarenlange studie bij zijn vader,  toegelaten werd aan het Nederlands Israëlietisch Seminarium, onder rector Ph.J.B. Gobits en diens opvolger Lion Wagenaar. Hij behaalde daarnaast zijn kandidaats in de Semitische talen aan de Universiteit van Amsterdam. In 1927 kreeg hij zijn moré-titel. Hij werd hoofd van de Isr. Godsdienstschool in Amsterdam en was leider van mizrachistische jeugdgroepen.
In 1929 werd Dasberg geïnstalleerd als opperrabbijn van Friesland. Op 20 maart 1932 volgde zijn installatie als opperrabbijn van het resort Groningen. Hij bleef daarnaast ad interim aan in Friesland, tot hij in 1935 werd opgevolgd door Abraham Salomon Levisson.
Dasberg was tijdens de Tweede Wereldoorlog lid van de Joodsche Raad. Hij werd in 1942 tot plaatsvervangend opperrabbijn van Amsterdam benoemd. Dasberg werd tijdens de razzia van 20 juni 1943 opgepakt en overgebracht naar Kamp Westerbork, maar kwam weer op vrije voeten nadat de voorzitters van de Joodse Raad tien mensen mochten aanwijzen die vrijgelaten zouden worden. Op 29 september 1943 werd hij alsnog met zijn gezin naar kamp Westerbork gedeporteerd en van daaruit op 11 januari 1944 naar Bergen-Belsen. Hij overleed er aan uitputting en een hartaanval.
- Biografisch Portaal: 22650135
- International Standard Name Identifier: 0000 0001 1691 1480
- Library of Congress Control Number: n2003060017
- Nationale Bibliotheek van Israël: 987007260277805171
- Nederlandse Thesaurus van Auteursnamen: 11035009X
- Virtual International Authority File: 97759923
- WorldCat: E39PBJmDrPY7FpqFm3d9xW94bd